# Internazionali d'Italia 1997
Gli Internazionali d'Italia 1997 sono stati un torneo di tennis giocato sulla terra rossa. È stata la 54ª edizione degli Internazionali d'Italia, che fa parte della categoria ATP Super 9 nell'ambito dell'ATP Tour 1997, e della Tier I nell'ambito del WTA Tour 1997. Sia che il torneo maschile che quello femminile si sono giocati al Foro Italico di Roma in Italia.

## Campioni

### Singolare maschile

Lo spagnolo Àlex Corretja, vincitore del torneo di singolare maschile.

Àlex Corretja ha battuto in finale  Marcelo Ríos con il punteggio di 7–5, 7–5, 6–3

### Singolare femminile
Mary Pierce ha battuto in finale  Conchita Martínez con il punteggio di 6–4, 6–0

### Doppio maschile
Mark Knowles /  Daniel Nestor hanno battuto in finale  Byron Black /  Alex O'Brien con il punteggio di 6–3, 4–6, 7–5

### Doppio femminile
Nicole Arendt /  Manon Bollegraf hanno battuto in finale  Conchita Martínez /  Patricia Tarabini con il punteggio di 6–2, 6–4